# Bruno Gmünder Verlag
 (mai 2018).
Bruno Gmünder Verlag est une maison d'édition allemande spécialisée dans les livres LGBT, en particulier les livres de photos et les livres d'art pour la communauté gay.

## Histoire
Les éditions Bruno Gmünder sont fondées à Berlin en 1981 par Bruno Gmünder et Christian von Maltzahn. 
Depuis, le groupe est devenu un leader mondial sur le marché gay. Il publie entre autres le magazine Männer, et le Spartacus International Gay Guide, un guide annuel qui vend plus de 65000 exemplaires par édition. 
Bruno Gmünder Verlag a publié des ouvrages consacrés aux œuvres de Martin Arz, Louis LaSalle, Jeremy Lucido, Justin Monroe, Ernest Montgomery, Joe Oppedisano, Gengoroh Tagame ou David Vance. Elle a aussi publié des calendriers érotiques et des recueils de photos de tournage de sociétés comme Bel Ami, Catalina, Corbin Fisher ou CockyBoys. Elle publie aussi les traductions en allemand de romans de Håkan Lindquist, Jamie O'Neill ou Edmund White.
En janvier 2012, Bruno Gmünder se lance sur le marché numérique avec des ebooks et l'application Spartacus App pour iPhone.